# 徐涯
徐涯（1998年1月20日—），广东东莞人，中国女子羽毛球运动员。

## 簡歷
2015年8月，徐涯入选中国国家羽毛球队二队。
2016年7月，徐涯代表中國參加在泰國曼谷舉行的亞洲青年羽毛球錦標賽奪得混合團體冠軍，並與杜玥合作贏得女子雙打比賽冠軍。同年11月，她們又參加西班牙畢爾包舉行的世界青年羽毛球錦標賽，贏得女子雙打比賽亞軍。

## 主要比賽成績
只列出曾進入準決賽的國際賽事成績：
| 年份   | 賽事                     | 公開賽級別 | 項目     | 搭檔   | 成績   |
| ------ | ------------------------ | ---------- | -------- | ------ | ------ |
| 2016年 | 中國羽毛球國際挑戰賽     | 國際挑戰賽 | 女子雙打 | 胡羽翔 | 亞軍   |
| 2016年 | 亞洲青年羽毛球錦標賽     | 其他       | 混合團體 | －     | 金牌   |
| 2016年 | 亞洲青年羽毛球錦標賽     | 其他       | 女子雙打 | 杜玥   | 金牌   |
| 2016年 | 世界青年羽毛球錦標賽     | 其他       | 混合團體 | －     | 金牌   |
| 2016年 | 世界青年羽毛球錦標賽     | 其他       | 女子雙打 | 杜玥   | 銀牌   |
| 2017年 | 中國羽毛球國際挑戰賽     | 國際挑戰賽 | 女子雙打 | 杜玥   | 冠軍   |
| 2017年 | 中國羽毛球國際挑戰賽     | 國際挑戰賽 | 混合雙打 | 谭强   | 亞軍   |
| 2017年 | 中國羽毛球大師賽         | 黃金大獎賽 | 女子雙打 | 杜玥   | 準決賽 |
| 2017年 | 泰國羽毛球黃金大獎賽     | 黃金大獎賽 | 女子雙打 | 杜玥   | 準決賽 |
| 2017年 | 紐西蘭羽毛球黃金大獎賽   | 黃金大獎賽 | 混合雙打 | 周昊东 | 準決賽 |
| 2017年 | 碧特博格羽毛球黃金大獎賽 | 黃金大獎賽 | 女子雙打 | 杜玥   | 準決賽 |
| 2018年 | 越南羽毛球公開賽         | 超級100賽  | 女子雙打 | 陈露   | 準決賽 |
| 2019年 | 馬來西亞羽毛球國際挑戰賽 | 國際挑戰賽 | 女子雙打 | 陳穎穎 | 準決賽 |

| 2007-2017年 | 首要超級賽 | 超級賽 | 黃金大獎賽 | 大獎賽 | 國際挑戰賽 | 國際系列賽 | 未來系列賽 | 其他 |

| 2018-2026年 | 總決賽 | 超級1000賽 | 超級750賽 | 超級500賽 | 超級300賽 | 超級100賽 | 國際挑戰賽 | 國際系列賽 | 未來系列賽 | 其他 |